# Ruines de Catherineberg
Les ruines de Catherineberg sont situées dans le parc national des Îles Vierges, à l'est de Cruz Bay, dans les Îles Vierges des États-Unis. Elles sont un exemple d'architecture d'une usine à sucre et à rhum du XVIIIe siècle. Elles comprennent une tour de moulin à vent et un moulin à chevaux.

## Historique
Plantation de sucre du XVIIIe au XIXe siècle, la ferme est devenue une terre pour le bétail en pâturage.
En 1733, à Saint John, l'une des premières rébellions d'esclaves importantes dans le Nouveau Monde eut lieu lorsque des esclaves africains s'emparèrent de l'île pendant six mois. Durant cette révolte, la ferme fut le siège des guerriers Amina.